# Fabrizio Paterlini
Fabrizio Paterlini (Mantova, 22 febbraio 1973) è un pianista e compositore italiano.

## Biografia
Fabrizio Paterlini nasce a Mantova, inizia a suonare il piano all'età di sei anni. Studia cinque anni presso l'Accademia Campiani, l'Accademia delle Arti di Mantova, dove si è laureato in Teoria musicale.
Gli anni '90 per Paterlini sono stati fruttosi nei quali si è esibito come musicista rock, pop e jazz in gruppi locali. Durante questo periodo ha iniziato a comporre musica. Mentre il decennio e il secolo volgevano al termine, Paterlini raggiunse un'importante decisione, concentrandosi esclusivamente sul piano - lo strumento che, nelle sue stesse parole, "esprime al meglio il suo mondo interiore".
L'anno seguente il suo viaggio musicale nella sua vita ha preso un passo importante con l'uscita del suo CD di debutto, Viaggi in Aeromobile, pubblicata dall'etichetta del Music Center. Il firma copie si è tenuto presso la libreria Feltrinelli e il concerto presso il Ludas Club di Mantova, oltre che nell'appuntamento pastorale di Parco Giardino Sigurtà a Verona.
Il 2008 ha visto la pubblicazione di un EP intitolato Viandanze, il secondo di Paterlini, finanziata dalle donazioni dei fan di Paterlini; il concerto si è tenuto nel 2010 al Teatro Verdi di Buscoldo, a Mantova.
Ha collaborato con il musicista/produttore britannico, Thom Carter. Il risultante Viandanze (2010)  Nel 2010 è uscito il suo CD Fragments Found, sempre su etichetta di Paterlini, disegnando paragoni con luminari come Ludovico Einaudi, Erik Satie e George Winston.
Il 29 agosto 2011 ha pubblicato il suo nuovo album Morning Sketches.
A partire dal 21 settembre 2011, ha composto, registrato e pubblicato online una canzone a settimana per tutta la stagione autunnale. Il progetto si è concluso a dicembre 2011, risultando in 14 canzoni, tutte incluse nel suo ultimo album Autumn Stories, pubblicato il 20 febbraio 2012.

## Opere

### Album in studio
- 2007 – Viaggi in Aeromobile
- 2009 – Viandanze
- 2010 – Fragments Found
- 2012 – Autumn Stories
- 2013 – Now
- 2014 – The Art of the Piano
- 2015 – Live in Bratislava
- 2016 – Music from Autumn Stories
- 2017 – Secret Book
- 2018 – Winter Stories

### EP
- 2011 – Morning Sketches
- 2014 – Collected Songs
- 2021 – Life

### Singoli
- 2015 – Soffia la notte
- 2016 – Historiette No. 5
- 2016 – Historiette No. 2
- 2016 – Everyone Wants To Be Found
- 2017 – Narrow Is The Way